# Neeltje Jans

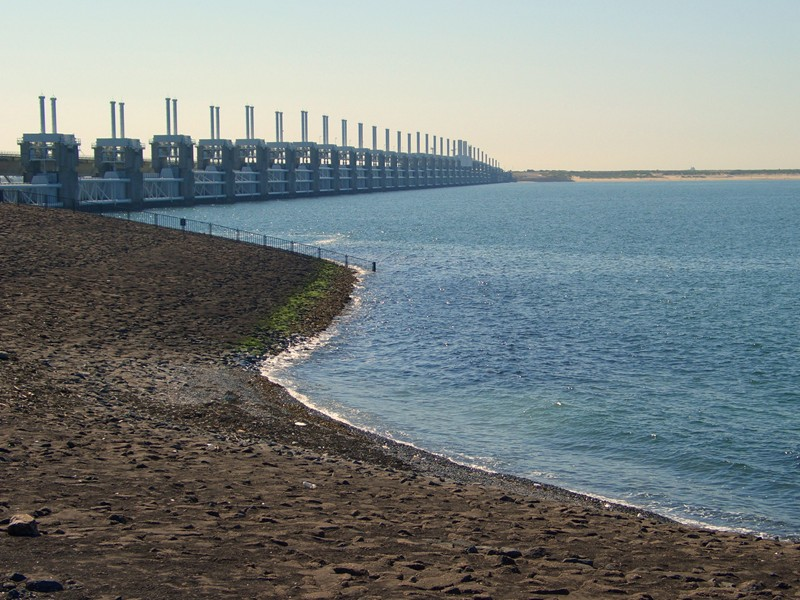
Un dels dics de l'illa

Neeltje Jans és una illa artificial dels Països Baixos, a la província de Zelanda, situada entre el Noord-Beveland i Schouwen-Duiveland, a l'Oosterschelde. La seva superfície és de 59 ha.
Va ser creada per facilitar la construcció de l'Oosterscheldekering.
L'illa ha estat batejada segons el nom d'un banc de sorra situat a prop.